# Daniel Carnevali
Daniel Alberto Carnevali Spurchesi (Rosario, 4 dicembre 1946) è un ex calciatore argentino, di ruolo portiere.

## Caratteristiche tecniche
Giocava come portiere; non supportato dal fisico, con una statura inferiore al metro e ottanta, viene comunque annoverato tra i migliori portieri argentini.

## Carriera

### Club
Iniziò la carriera nel 1969 nell'Atlanta, trasferendosi poi al Chacarita Juniors l'anno successivo; con il club di Buenos Aires giocò per quattro stagioni, assommando più di cento presenze. Nel 1973 fu acquistato dal Las Palmas, squadra spagnola, che lo prelevò dal Chacarita per 180.000 dollari, che all'epoca fu il trasferimento più caro del calcio argentino. Giunto nelle Isole Canarie, Carnevali vi rimase per sei stagioni, divenendo uno dei principali elementi della squadra che partecipò alle competizioni europee e arrivò al secondo posto in Coppa del Re 1977-1978. Lasciò il Las Palmas al termine della Primera División spagnola 1978-1979; tornato in patria, vinse il campionato Nacional nel 1980 con il Rosario Central, squadra della sua città natale. La sua carriera ebbe anche una parentesi colombiana: giocò il Fútbol Profesional Colombiano 1983, terminando al quarto posto. Proseguì la carriera fino al 1991, quando si ritirò all'età di quarantacinque anni, superando così il ventennio d'attività.

### Nazionale
Debuttò con la Nazionale nel 1972, giocando in modo regolare fino al 1974. Il commissario tecnico Vladislao Cap lo aveva scelto come portiere titolare per il campionato del mondo 1974: Carnevali giocò le prime cinque partite, ma venne rimpiazzato da Ubaldo Fillol per l'ultima — quella contro la Germania Est. Fillol, di fatto, lo sostituì come portiere della selezione argentina, dato che Carnevali non giocò più in Nazionale dopo il 1974.

## Palmarès

### Giocatore

#### Club

##### Competizioni nazionali
- Campionato argentino: 1

Rosario Central: Nacional 1980